# Marianne James

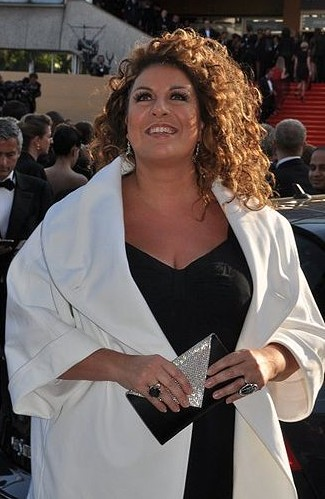
Marianne James, 2010

Marianne James (* 18. Februar 1962 in Montélimar) ist eine französische Sängerin.

## Leben
Nach einem Musikstudium an der Sorbonne in Paris wurde sie durch die von ihr gespielte Ulrika Von Glott im Stück l'Ultima Recital bekannt. James gewann in Frankreich weiter an Popularität durch ihre Tätigkeit als Jurymitglied in der Talentshow „Nouvelle Star“ (französische Version von Deutschland sucht den Superstar), in der Gesangstalente gesucht werden.

## Diskografie
- Fragile (Single)
- Les Peoples (Single)
- Les Mandarines (1999)
- Marianne James (Album, 2006)
- Dans ma rue (Single, 2007)